# Libri di Conan il barbaro
Le storie di Conan il barbaro sono state pubblicate in numerosi libri e raccolte.
Oltre ai racconti originali scritti da Robert E. Howard numerosi altri autori hanno scritto racconti e romanzi con protagonista Conan o ambientati nella stessa epoca. Tra questi Poul Anderson, Leonard Carpenter, Lin Carter, L. Sprague de Camp, Roland J. Green, John C. Hocking, Robert Jordan, Sean A. Moore, Björn Nyberg, Andrew J. Offutt, Steve Perry, John Maddox Roberts, Harry Turtledove e Karl Edward Wagner.
Alcuni di questi autori hanno completato manoscritti rimasti incompleti o riscritto storie di Howard che originariamente avevano un altro protagonista. La maggior parte delle storie di Conan successive a Howard sono in genere opere completamente originali. In totale sono stati scritti più di cinquanta romanzi e dozzine di storie brevi con protagonista Conan.

## Edizioni originali

### Gnome Press editions, 1950-1957
L'edizione della Gnome Press fu la prima a raccogliere le storie di Conan, incluso tutto il materiale originale (in parte ancora inedito) di Howard conosciuto all'epoca. I racconti non furono pubblicati nell'ordine originale di pubblicazione, ma riorganizzati in modo da dare un ordine cronologico alle storie, con l'eccezione dell'ultimo volume Tales of Conan i cui racconti si vanno a inserire in vari punti degli altri volumi.
Alcune delle storie in due degli ultimi volumi (The Coming of Conan e King Conan) furono completate o riviste da L. Sprague de Camp, un'altra (Tales of Conan) erano storie non dedicate a Conan riscritte con Conan protagonista. Infine il romanzo The Return of Conan fu un romanzo originale di Björn Nyberg, rivisto da de Camp.
1. The Coming of Conan, 1953
2. Conan the Barbarian, 1955
3. The Sword of Conan, 1952
4. King Conan, 1953
5. Conan the Conqueror (L'ora del dragone, 1950)
6. Björn Nyberg e L. Sprague de Camp, The Return of Conan (Conan il vendicatore), 1957
7. Tales of Conan, 1955 (storie di Howard ma non con protagonista Conan riscritte da L. Spraque de Camp come storie di Conan)

### Lancer/Ace, 1966-1977
Della Lancer Books è la prima edizione completa in brossura, che raccolse in ordine cronologico le storie già pubblicate a firma sia di Howard sia di altri autori insieme a storie nuove non di Howard, per fornire un racconto esaustivo della vita di Conan. La Lancer Books inizialmente numerò i volumi secondo l'ordine di pubblicazione, passando poi a una numerazione di tipo cronologico per i volumi pubblicati successivamente e le ristampe dei primi volumi. La Lancer chiuse prima di completare la serie e la pubblicazione fu portata a termine dalla Ace Books.
Questa edizione riuscì a fare entrare Conan nella cultura popolare. Avviata sotto la direzione di De Camp e Carter, comprende tutto il materiale originale di Howard, incluso ciò che non era stato pubblicato mentre l'autore era in vita nonché frammenti e abbozzi. De Camp editò gran parte del materiale e lui e Carter completarono le storie che erano rimaste incompiute. Furono aggiunte anche nuove storie interamente composte da loro. Nell'elenco che segue, i volumi 6, 11 e 12 non contengono alcun materiale di Howard. Delle 35 storie presentate negli altri 8 volumi, 19 furono pubblicate mentre Howard era ancora in vita o comunque portate a termine da lui stesso, 10 furono riscritte o completate sulla base di suoi manoscritti, frammenti e sinossi, e 6 sono interamente opera di De Camp e Carter. La maggior parte delle copertine di questa edizione propose immagini dinamiche di Frank Frazetta che, per molti fan, costituivano la migliore rappresentazione di Conan e del suo mondo.
- Conan! (Conan, 1967). Antologia di sette racconti
- Conan di Cimmeria (Conan of Cimmeria, 1969). Antologia di otto racconti.
- Conan il pirata (Conan the Freeboter, 1968). Antologia di cinque racconti.
- Conan lo zingaro (Conan the Wanderer, 1968). Antologia di quattro raconti.
- Conan l'avventuriero (Conan the Adventurer, 1966). Antologia di quattro racconti.
- L. Sprague de Camp e Lin Carter, Conan the Buccaneer (Conan il bucaniere, 1971). Romanzo.
- Robert E. Howard e L. Sprague de Camp, Conan the warrior (Conan il guerriero, 1967). Antologia di tre racconti.
- Robert E. Howard e L. Sprague de Camp, Conan the Usurper (Conan l'usurpatore, 1967). Antologia di quattro racconti.
- Robert E. Howard e L. Sprague de Camp, Conan the Conqueror (L'ora del dragone, 1967). Romanzo.
- Björn Nyberg e L. Sprague de Camp, Conan the Avenger (Conan il vendicatore, 1968). Romanzo già pubblicato come The Return of Conan.
- L. Sprague de Camp e Lin Carter, Conan of Aquilonia (Conan di Aquilonia, 1977). Antologia di quattro racconti.
- L. Sprague de Camp e Lin Carter, Conan of the Isles (Conan delle isole, 1968). Romanzo.

### Donald M. Grant, 1974-1989
Una serie di edizioni limitate illustrate contenenti solo una o due racconti per volume. La serie terminò prima della pubblicazione degli ultimi cinque racconti e di tre frammenti.
- The People of the Black Circle (Gli accoliti del cerchio nero), 1974.
- A Witch Shall be Born (Nascerà una strega), 1975.
- The Tower of the Elephant (La torre dell'elefante), 1975. Include anche The God in the Bow (Il Dio nell'urna).
- Red Nails (Chiodi rossi), 1975.
- The Devil in Iron (Il demone di ferro), 1976. Include anche Shadows in Zamboula (Ombre a Zamboula).
- Rogues in the House (Gli intrusi a palazzo), 1976. Contiene anche The Frost Giant's Daughter (La figlia del gigante dei ghiacci).
- Queen of the Black Coast (La regina della Costa Nera), 1978. Comprende anche The Vale of Lost Women (La vallata delle donne perdute).
- Jewels of Gwahlur (I gioielli di Gwahlur), 1979. Comprende anche il frammento The Snout in the Dark (Il muso nel buio).
- Black Colossus (Colosso nero), 1979. Comprende anche Iron Shadows in the Moon (Ombre al chiaro di luna).
- The Pool of the Black One (Lo stagno dei neri), 1986. Include anche il frammento Drums of Tombalku (I tamburi di Tombalku)
- The Hour of the Dragon (L'ora del dragone), 1989

### Berkley, 1977
Curata da Karl Edward Wagner, questa serie includeva solo storie del Conan di Howard nella loro forma originale e includeva tutte quelle che all'epoca erano nel pubblico dominio. Le introduzioni di Wagner erano apertamente sprezzanti riguardo alle revisioni editoriali di De Camp e Carter nell'edizione Lancer/Ace.
- The Hour of the Dragon (L'ora del dragone), agosto 1977
- The People of the Black Circle, settembre 1977. Contiene:
  - The Devil in Iron (Il demone di ferro)
  - The People of the Black Circle (Gli accoliti del cerchio nero)
  - A Witch Shall be Born (Nascerà una strega)
  - Jewels of Gwahlur (I gioielli di Gwahlur)
- Red Nails, ottobre 1977. Contiene
  - Beyond the black river (Oltre il fiume nero)
  - Shadows in Zamboula (Ombre a Zamboula)
  - Red Nails (Chiodi rossi)
  - The Hyborian Age (L'età hyborian)

### Bantam, 1978-1982
La Bantam pubblicò una serie di racconti non prodotti da Howard che continuano ed espandono la serie della Lancer. La Bantam numerò i suoi volumi nell'ordine di pubblicazione previsto, ma il volume 5 fu pubblicato dopo il 6 e il 7 uscì senza numero. I volumi dall'1 al 6 furono successivamente pubblicati dalla Ace Books nel 1987 e nel 1991 e dalla Tor Books dal 2001 al 2002.
1. L. Sprague de Camp, Lin Carter, and Björn Nyberg, Conan the Swordsman (Conan il barbaro[1]), agosto 1978
2. L. Sprague de Camp and Lin Carter, Conan the Liberator (Conan il liberatore[2]), febbraio 1979
3. Andrew J. Offutt, The Sword of Skelos (La spada di Skelos[3]), maggio 1979
4. Karl Edward Wagner, The Road of Kings (Conan e la strada dei re[4]), ottobre 1979
5. L. Sprague de Camp, Conan and the Spider God (Conan e il Dio-ragno[5]), dicembre 1980
6. Poul Anderson, Conan the Rebel (Conan il ribelle[6]), luglio 1980
7. L. Sprague de Camp and Lin Carter, Conan the Barbarian, maggio 1982. Adattamento del film Conan il barbaro

### Sphere serie
Ristampa delle edizioni della Lancer/Ace e Bantam (escluso l'opera tratta dal film) in una singola serie

### Ace Maroto, 1978-1981
La Ace pubblicò una serie di storie originali di Andrew J. Offutt e precedenti testi di Howard rivisti da de Camp, tutti illustrati da Esteban Maroto. Le storie di Offut formano un'unica trilogia insieme a Conan: The Sword of Skelos della serie Bantam.
- Andrew J. Offut, Conan and the Sorcerer, ottobre 1978. Romanzo
- The Treasure of Tranicos, luglio 1980. Antologia di tre racconti, contiene:
  - Robert E. Howard e L. Sprague de Camp, The Treasure of Tranicos (Il tesoro di Tranicos)
  - L. Sprague de Camp, The Trail of Tranicos
  - L. Sprague de Camp, Skald in the Post Oaks
- Andrew J. Offut, Conan the Mercenary, gennaio 1981. Romanzo
- Robert E. Howard e L. Sprague de Camp, The Flame Knife (Il pugnale di fiamma[7]), luglio 1981

### Tor, 1982-2004
La Tor pubblicò una lunga serie di opere originali di diversi autori e dopo una pausa tra il 1998 e il 2000 ripubblicò anche la maggior parte delle opere non di Howard pubblicate dalla Bantam, seguite da alcuni dei racconti originali. Inoltre pubblicò divers omnibus di volumi precedentemente pubblicati. Le edizioni della Tor non seguirono un ordine cronologico ma saltavano da un punto all'altro della carriera di Conan. Occasionali saggi cronologici presenti nei primi volumi (nei primi sette volumi di de Camp e fino al sedicesimo di Robert Jordan) assistevano il lettore nel posizionare gli episodi nel proprio contesto. Dato che entrambi coprivano anche i volumi pubblicati dalla Lancer/Ace e dalla Bantam Conan, fornivano anche correzioni per i volumi della Bantam pubblicati dalla Tor (sebben fossero in disaccordo nel piazzare tre volumi). Gli indici della Tor elencano i volumi alfabeticamente e non in ordine cronologico o di pubblicazione.

#### Originali Tor
- Robert Jordan, Conan the Invincible (Conan l'invicibile), giugno 1982.
- Robert Jordan, Conan the Defender, dicembre 1982.
- Robert Jordan, Conan the Unconquered, aprile 1983.
- Robert Jordan, Conan the Triumphant, ottobre 1983.
- Robert Jordan, Conan the Magnificent, maggio 1984.
- Robert Jordan, Conan the Destroyer, luglio 1984. Adattamento del film Conan il distruttore.
- Robert Jordan, Conan the Victorious, novembre 1984.
- John Maddox Roberts, Conan the Valorous, settembre 1985.
- Steve Perry, Conan the Fearless, febbraio 1986.
- Leonard Carpenter, Conan the Renegade, aprile 1986.
- Leonard Carpenter, Conan the Raider, ottobre 1986.
- John Maddox Roberts, Conan the Champion, aprile 1987.
- Steve Perry, Conan the Defiant, ottobre 1987.
- John Maddox Roberts, Conan the Marauder, gennaio 1988.
- Leonard Carpenter, Conan the Warlord, marzo 1988.
- Roland Green, Conan the Valiant, ottobre 1988.
- Leonard Carpenter, Conan the Hero, febbraio 1989.
- John Maddox Roberts, Conan the Bold, aprile 1989.
- Leonard Carpenter, Conan the Great, aprile 1989.
- Steve Perry, Conan the Indomitable, ottobre 1989.
- Steve Perry, Conan the Free Lance, febbraio 1990.
- Steve Perry, Conan the Formidable, novembre 1990.
- Roland Green, Conan the Guardian, gennaio 1991.
- Leonard Carpenter, Conan the Outcast, aprile 1991.
- John Maddox Roberts, Conan the Rogue, novembre 1991.
- Roland Green, Conan the Relentless, aprile 1992.
- Leonard Carpenter, Conan the Savage, novembre 1992.
- Leonard Carpenter, Conan of the Red Brotherhood, febbraio 1993.
- Roland Green, Conan and the Gods of the Mountain, maggio 1993.
- John Maddox Roberts, Conan and the Treasure of Python, novembre 1993.
- Sean A. Moore, Conan the Hunter, gennaio 1994.
- Leonard Carpenter, Conan, Scourge of the Bloody Coast, aprile 1994.
- John Maddox Roberts, Conan and the Manhunters, ottobre 1994.
- Roland Green, Conan at the Demon's Gate, novembre 1994.
- Leonard Carpenter, Conan the Gladiator, gennaio 1995.
- John Maddox Roberts, Conan and the Amazon, aprile 1995.
- Roland Green, Conan and the Mists of Doom, agosto. 1995.
- John C. Hocking, Conan and the Emerald Lotus, novembre 1995.
- Sean A. Moore, Conan and the Shaman's Curse, gennaio 1996.
- Leonard Carpenter, Conan, Lord of the Black River, aprile 1996.
- Sean A. Moore, Conan and the Grim Grey God, novembre 1996.
- Roland Green, Conan and the Death Lord of Thanza, gennaio 1997.
- Harry Turtledove, Conan of Venarium, luglio 2003.

### Gollancz
La Gollancz pubblicò nel 2000/2001 una coppia di volumi contenenti tutte le storie di Conan scritte da Howard in un unico volume, nella loro forma originale, senza le modifiche di de Camp e di altri autori, compresi i racconti imcompleti e i frammenti. I due volumi furono radunati nel 2006 in un un'unica edizione per commemorare il centenario della nascita di Howard.
- The Conan Chronicles, 1, agosto 2000
- The Conan Chronicles, 2, 2001
- The Complete Chronicles of Conan, 2006

### Wandering Star/Del Rey
La Wandering Star (nel Regno Unito) e la Del Rey (negli Stati Uniti) pubblicarono una raccolta in tre volumi contenenti tutte le storie originali di Howard, più note, bozze e altra miscellana di Howard. I tre volumi sono rispettivamente illustrati da Mark Schultz, Gary Gianni e Gregory Manchess.
- Conan of Cimmeria: Volume One (1932-1933) (2003; vt The Coming of Conan the Cimmerian - US, 2003)
- Conan of Cimmeria: Volume Two (1934) (2004; vt The Bloody Crown of Conan - US, 2005)
- Conan of Cimmeria: Volume Three (1935-1936) (2005; vt The Conquering Sword of Conan - US, 2005)

### Age of Conan
La Funcom, produttrice dell'MMORPG Age of Conan: Hyborian Adventures ha pubblicato una serie di storie ambientate nell'era hyoriana, che non coinvolgono direttamente Conan.
- Age of Conan: Anok, Heretic of Stygia
  - J. Steven York, Scion of the Serpent, 2005
  - J. Steven York, Heretic of Set, 2005
  - J. Steven York, The Venom of Luxor, 2005
- Age of Conan: Legends of Kern
  - Loren L. Coleman, Blood of Wolves (Il sangue dei lupi, 2005)
  - Loren L. Coleman, Cimmerian Rage (La furia del cimmero, 2005)
  - Loren L. Coleman, Songs of Victory, 2005
- Age of Conan: A Soldier's Quest
  - Richard A. Knaak, The God in the Moon, 2006
  - Richard A. Knaak, The Eye of Charon, 2006
  - Richard A. Knaak, The Silent Enemy, 2006
- Age of Conan: Marauders
  - Jeff Mariotte, Ghost of the Wall, 2006
  - Jeff Mariotte, Winds of the Wild, 2006
  - Jeff Mariotte, Dawn of the Ice Bear, 2006
- A Knight’s Quest
  - Richard A. Knaak, The God in the Moon, 2006.
  - Richard A. Knaak. The Eye of Charon, 2006.
  - Richard A. Knaak, The Silent Enem, 2006.

### Tie-in film del 2011
Sia la Del Rey Books che la Berkley Books pubblicarono dei tie-in al film Conan the Barbarian del 2011.
- Robert E. Howard, Conan the Barbarian 2011
- Michael A. Stackpole, Conan the Barbarian, 2011

## Edizioni italiane

### Editrice Nord
L'Editrice Nord pubblicò la traduzione della versione pubblicata dalla Lancer/Ace all'interno della Fantacollana tra il 1972 e il 1982, raccogliendoli successivamente in volumi omnibus prima nella collana Grandi Opere, poi in quella Tascabili Super Omnibus.
- Robert E. Howard, Conan il conquistatore (Conan the Conqueror, 1967), 1972.
- Robert E. Howard, Conan l'avventuriero (Conan the Adventurer, 1966), maggio 1974, Fantacollana 5.
- Robert E. Howard, L. Sprague de Camp e Lin Carter, Conan! (Conan, 1968), Fantacolana 13, giugno 1976.
- Robert E. Howard, L. Sprague de Camp, Conan l'usurpatore (Conan the Usurper, 1967), Fantacollana 19, ottobre 1977.
- Robert E. Howard, L. Sprague de Camp e Lin Carter, Conan di Cimmeria (Conan of Cimmeria, 1969), Fantacollana 24, settembre 1978.
- Robert E. Howard, L. Sprague de Camp, Conan il pirata (Conan the Freebooter, 1968), Fantacollana 26, marzo 1979.
- Robert E. Howard, L. Sprague de Camp e Lin Carter, Conan lo zingaro (Conan the Wanderer, 1968), Fantacollana 31, gennaio 1980.
- Robert E. Howard, L. Sprague de Camp, Conan il guerriero (Conan the Warrior, 1967), Fantacollana 36, gennaio 1981.
- L'Era hyboriana di Conan il cimmero, Fantacollana 40, novembre 1981. Raccolta contenente:
  - Björn Nyberg e L. Sprague de Camp, Conan il vendicatore (Conan the Avenger, 1968).
  - L. Sprague de Camp e Lin Carter, Conan di Aquilonia (Conan of Aquilonia, 1977) .
  - L. Sprague de Camp e Lin Carter, Conan delle isole (Conan of the Isles, 1968).
- L. Sprague de Camp e Lin Carter, Conan il bucaniere (Conan the Buccaneer, 1971), Fantacollana 41, gennaio 1982.
- La Leggenda di Conan il Cimmero, Grandi Opere Nord 15, ottobre 1989, Raccolta contenente i volumi precedentemente pubblicati: Conan!, Conan di Cimmeria, Conan il pirata, Conan lo zingaro, Conan l'avventuriero e Conan il bucaniere.
- Il Regno di Conan il Grande, Grandi Opere Nord 16, ottobre 1989. Raccolta contenente i volumi precedentemente pubblicati: Conan il guerriero, Conan l'usurpatore, Conan il conquistatore, Conan il vendicatore, Conan di Aquilonia e Conan delle isole.
- Conan il Cimmero, Tascabili Super Omnibus 5, giugno 1993. Contiene Conan!, Conan di Cimmeria e Conan il pirata.
- Conan l'avventuriero, Tascabili Super Omnibus 6, nov 1993. Contiene Conan lo zingaro, Conan l'avventuriero e Conan il bucaniere.
- Il Regno di Conan, Tascabili Super Omnibus 7, giugno 1994. Contiente Conan il guerriero, Conan l'usurpatore e Conan il conquistatore.
- L'era hyboriana di Conan, Tascabili Super Omnibus 8, ottobre 1994. Contiene Conan il vendicatore e Conan di Aquilonia e Conan delle isole.

### Arnoldo Mondadori Editore
La Arnoldo Mondadori Editore ha pubblicato a partire dal 1980 l'edizione italiana del ciclo pubblicato dalla Bantam.
- L. Sprague de Camp, Lin Carter e Björn Nyberg, Conan il barbaro (Conan the Swordsman, 1978), Oscar fantascienza 28, settembre 1980
- L. Sprague de Camp e Lin Carter, Conan il liberatore (Conan the Liberator, 1979), Oscar Fantascienza 29, gennaio 1981
- Karl Edward Wagner Conan e la strada dei re (Conan. The Road of Kings, 1979), Oscar Fantascienza 39, febbraio 1983
- Poul Anderson, Conan il ribelle (Conan the Rebel, 1980), Oscar Fantascienza 43, gennaio 1984
- L. Sprague de Camp, Conan e il Dio-ragno (Conan and the Spider God, 1980), giugno 1985, Oscar Fantascienza 50
- Andrew J. Offutt, Conan e la spada di Skelos (Conan. The Sword of Skelos, 1979), Urania Fantasy (1ª serie) 45, febbraio 1992

Raccolta delle sole storie scritte da Howard, raccolte in ordine cronologico di pubblicazione e senza le aggiunte, integrazioni e modifiche di de Camp.
- Robert E. Howard, L'era di Conan, Oscar Fantasy 1, gennaio 1989. Contiene La fenice sulla lama, La rocca scarlatta, La torre dell'Elefante, Colosso nero, L’ombra che scivola.
- Robert E. Howard, L'ira di Conan, Oscar Fantasy 7, febbraio 1990. Contiene Lo Stagno dei Neri, Malfattori a palazzo, Ombre al chiaro di luna, La regina della Costa Nera, Il demone di ferro, Il cerchio nero, Nascerà una strega e I gioielli di Gwahlur
- Robert E. Howard, L'urlo di Conan, Oscar Fantasy 15, apr 1991. Contiene Al di là del Fiume Nero, Ombre su Zamboula, Chiodi rossi, Il dio nel sarcofago, Il tesoro di Tranicos, La figlia del gigante del gelo e La vallata delle donne perdute
- Robert E. Howard, L'ora di Conan (The hour of the dragon), Oscar Fantasy 22, lug 1992.

Nuove edizioni delle raccolte delle sole storie scritte da Howard
- Robert E. Howard, Conan il conquistatore (The hour of the dragon), Oscar varia 1858, dicembre 2003
- Robert E. Howard, Conan. La spada della fenice, Urania Fantasy (2ª serie) 6, febbraio 2003
- Robert E. Howard, Conan. La spada della fenice, Robert E. Howard, Oscar Bestsellers 1471, settembre 2004. Antologia con stessi contenuti di L'era di Conan (1989)
- Robert E. Howard, Conan il conquistatore (Conan the conqueror, 1935), Urania Fantasy (2ª serie) 3, febbraio 2005
- Robert E. Howard, Conan. Il cerchio nero, Oscar Bestsellers 1546, giugno 2005. Antologia con stessi contenuti di L'ira di Conan
- Robert E. Howard, Conan. Il tesoro di Tranicos, Oscar Bestsellers 1565, settembre 2005. Antologia con stessi contenuti di L'urlo di Conan.
- Robert E. Howard, Conan il conquistatore (The hour of the dragon), Oscar Varia 1858, gennaio 2004.

Nel dicembre 2016 pubblica una nuova traduzione riveduta e corretta da Giuseppe Lippi contenente la raccolta completa di tutte le storie di Conan (eccetto il frammento The hall of the dead), come scritte da Howard e senza le modifiche di de Camp
- Robert E. Howard, Conan il barbaro, Oscar Draghi, ott 2016:
  1. Racconti pubblicati su Weird Tales
    - La spada della fenice (The phoenix on the sword)
    - La rocca scarlatta (The scarlet citadel)
    - La torre dell'elefante (The Tower of the Elephant)
    - Colosso nero (Black colossus)
    - L'ombra ghermisce (The slithering shadow = Xuthal of the dusk)
    - Il pozzo dei neri (The pool of the black one)
    - Nella casa di notte (Rogues in the house)
    - Ombre di ferro al chiaro di luna (Iron shadows in the moon = shadows in the moonlight)
    - La regina della Costa Nera (Queen of the Black Coast)
    - Il demone di metallo (The devil in iron)
    - I maestri del Cerchio Nero (The people of the Black Circle)
    - Nascerà una strega (A witch shall be born)
    - I gioielli di Gwahlur (Jewels of Gwahlur)
    - Oltre il Fiume Nero (Beyond the Black River)
    - Cannibali di Zamboula (Man - eaters of Zamboula)
    - Chiodi rossi (Red nails)

  2. Altri racconti
    - Il dio nel sarcofago (The god in the bowl)
    - Lo straniero nero (The black stranger)
    - Dei del nord (The frost giant ' s daughter)
    - La valle delle donne perdute (The vale of lost women)

  3. L'ora del drago
    - L'ora del drago (The hour of the dragon)

### Newton Compton
Nel 2011 la Newton Compton ha pubblicato una raccolta con tutte le storie scritte di Conan scritte da Howard, così come modificate da de Camp. Le traduzioni seguono la cronologia della vita di Conan stabilita da de Camp e non l'ordine di pubblicazione:
- Gianni Pilo e Sebastiano FuscoIntroduzione: Howard un "eroe" letterario.
- Gianni Pilo e Sebastiano Fusco, Cronologia howardiana

1. La Torre dell’Elefante (The Tower of the Elephant, 1933)
2. Il Palazzo dei Morti (The Hall of the Dead, 1967, revisione di L.S. de Camp)
3. Il Dio nell'urna (The God in the Bowl, 1952)
4. Gli intrusi a palazzo (Rogues in the House, 1934)
5. La figlia del gigante dei ghiacci (The Frost Giant’s Daughter, 1934)
6. La regina della Costa Nera (Queen of the Black Coast, 1934)
7. La valle delle donne perdute (The Vale of Lost Women, 1967)
8. Colosso nero (Black Colossus, 1933)
9. Ombre al chiaro di luna (Shadow in the Moonlight, 1934)
10. Nascerà una strega (A Witch Shall Be Born, 1934)
11. Ombre a Zamboula (Man-Eaters of Zamboula/Shadows in Zamboula, 1934)
12. Il diavolo di ferro (The Devil in Iron, 1934)
13. Gli accoliti del cerchio nero (The People of the Black Circle, 1934)
14. L'ombra che scivola (Xuthal of the Dusk/The Slithering Shadow, 1933)
15. Lo stagno dei neri (The Pool of the Black One, 1933)
16. Chiodi rossi (Red Nails, 1936)
17. Le gemme di Gwahlur (Jewels of Gwalhur, 1935)
18. Oltre il Fiume Nero (Beyond the Black River, 1935)
19. Il tesoro di Tranicos (The Treasure of Tranicos, 1953, revisione di L.S. de Camp)
20. La fenice sulla lama (The Phoenix on the Sword, 1932)
21. La cittadella scarlatta (The Scarlet Citadel, 1933)
22. L'ora del dragone (The Hour of the Dragon, 1935-1936)

- Robert E. Howard, Appendice I: L'Era Hyboriana
- La cronologia di Conan stabilita da Lyon Sprague de Camp
- Gianni Pilo e Sebastiano Fusco, Appendice II: Conan e la Fantasia Eroica
- Gianni Pilo e Sebastiano Fusco, Appendice III: Le avventure di Conan

### Armenia Editore
L'Armenia Edizioni pubblicò alcuni libri della serie legata all'MMORPG di Age of Conan: Hyborian Adventures
- Loren L. Coleman, Il sangue dei lupi (Blood of Wolves, 2005), ottobre 2005
- Loren L. Coleman, La furia del cimmero (Cimmerian Rage, 2005), giugno 2006

### Altri
- Robert Jordan, Conan l'invincibile (Conan the Invincible, 1982), Fanucci Editore, Economica Tascabile 63, giugno 1997
- Gianfranco de Turris (a cura di), Nel nome di Conan, Yorik Fantasy Magazine, luglio 1994. Antologia di racconti su Conan di autori italiani.
- Gianfranco de Turris (a cura di), Il ritorno di Conan d'Ausonia, Yorik Fantasy Magazine, dicembre 2002. Antologia di racconti su Conan di autori italiani.